# Museo Judío de Bélgica
El Museo Judío de Bélgica (en francés:Musée juif de Belgique; en neerlandés: Joods Museum van België) situado en la calle des Minimes 21 en Bruselas reúne una vasta colección de objetos de tradición judía, principalmente de Europa, Asia y África, los más antiguos se remontan al siglo XVIII. Los objetos nuevos son esencialmente de áreas al este del Rin y de los países de la cuenca mediterránea.
Imaginado desde finales de 1970, el Museo Judío de Bélgica comenzó a formar su colección a principios de 1990. Se trasladó a su ubicación actual en la calle des Minimes y abrió sus puertas al público en 2005.
El 24 de mayo de 2014 a las 3:48 p. m., un individuo entró en el museo y abrió fuego, matando a tres personas e hiriendo gravemente a otra, que murió poco después. El atacante se las arregló para escapar con un auto listo en las proximidades.